# Mahesh Gawli
Mahesh Gawli (Panaji, India; 23 de enero de 1980) es un exfutbolista y entrenador de fútbol de India que jugaba en la posición de defensa central. Actualmente es el entrenador de la selección nacional sub-20.

## Carrera

### Club
| Periodo   | Club                  |
| --------- | --------------------- |
| 1998-1999 | FC Kochin             |
| 2000-2003 | Churchill Brothers SC |
| 2003–2004 | East Bengal           |
| 2005–2007 | Mahindra United       |
| 2007–2015 | Dempo SC              |

### Selección nacional
Jugó para India en 68 ocasiones de 1999 a 2011 y anotó un gol en la victoria por 3-0 ante Bután el 10 de diciembre de 2005 en Karachi por la Copa Dorada de la SAFF 2005. Participó en los Juegos Asiáticos de 2002 y en la Copa Asiática 2011.

## Logros

### Club
East Bengal
- National Football League (1): 2003-04
- ASEAN Club Championship (1): 2003

Mahindra United
- National Football League (1): 2005
- Federation Cup (1): 2005
- IFA Shield (1): 2006

Dempo S.C.
- I-League (3): 2007-08, 2009-10, 2011-12
- Super Cup (1): 2008

### Selección nacional
- AFC Challenge Cup (1): 2008
- SAFF Cup (2): 2005, 2011[2]
- Copa Nehru (2): 2007, 2009
- LG Cup: 2002[3]

### Individual
- Mejor defensa de la I-league: 2004-05, 2005-06, 2006-07, 2007-08, 2011-12
- Mejor jugador de la Final de la Copa Nehru 2007
- Premio a la Excelencia Deportiva Dilip Sardesai: 2008